# Rudolf Bernauer
Rudolf Bernauer (né le 20 janvier 1880 à Vienne, en Autriche-Hongrie, décédé le 27 novembre 1953 à Londres) est un auteur de chanson, librettiste d'opérette, metteur en scène de théâtre, réalisateur et scénariste germano-hongrois.

## Biographie
Le père de Bernauer, Josef, est originaire de Budapest et est hongrois. Rudolf Bernauer devient allemand en 1920.
Bernauer fait ses débuts comme acteur en 1900 au Deutsches Theater de Berlin. En 1901, Bernauer est l'un des cofondateurs du cabaret littéraire Die bösen Buben. En 1907, il reprend le Berliner Theater avec Carl Meinhard, ainsi que le théâtre Hebbel (de) en 1911 et la Komödienhaus en 1913. Finalement, il devient propriétaire du Theater am Nollendorfplatz. En 1924, il vend tous les théâtres.
Bernauer écrit des textes pour l'opérette viennoise Der tapfere Soldat (de) (1908) ainsi que pour les opérettes berlinoises Der liebe Augustin (1912), Wie einst im Mai (1913), Die wunderliche Geschichte des Kapellmeisters Kreisler (1922), pour lesquelles il a son propre scène simultanée (Scène Kreisler) et Kreislers Eckfenster (1923).
Parmi ses chansons, il y a Die Männer sind alle Verbrecher…, Untern Linden, untern Linden, Es war in Schöneberg im Monat Mai et Und Meyer sieht mich freundlich an (de).  
Après sa fuite du Troisième Reich en 1933, en raison de sa judéité, sa citoyenneté lui est révoquée. Le premier mariage de Bernauer est avec le chanteur d'opéra Henry Remilly ; ils ont le fils Emmerich Bernauer (1906-1996). Il a une fille, Agnes Bernelle, avec sa seconde épouse, Emmy Erb. En 1935, il émigre à Londres. Bernauer se convertit au catholicisme romain au milieu des années 1930 avec Bernelle. Son épouse, la mère de Bernelle, Emmy (née Erb), était une protestante allemande.
Il possédait un grand appartement au 1 Viktoria-Luise-Platz à Berlin-Schöneberg, mais il est détruit pendant la Seconde Guerre mondiale. Une plaque commémorative sur le nouveau bâtiment le commémore ainsi que sa fille issue de son deuxième mariage, l'actrice Agnès Bernelle.
Une plaque commémorative berlinoise lui est dédiée sur la Victoria-Luise-Platz à Schöneberg.

## Filmographie
Comme scénariste
- 1931: Ihre Majestät die Liebe (en)
- 1931: Ausflug ins Leben
- 1931: Son Altesse l'amour
- 1933: Ein Lied für Dich (de)
- 1933: Tout pour l'amour
- 1934: Salto in die Seligkeit (de)
- 1937: The Lilac Domino (en)
- 1937: Mademoiselle Docteur
- 1938: Vadertje Langbeen
- 1942: Le Chapelier et son château

Comme réalisateur
- 1931: Ausflug ins Leben
- 1932: Goldblondes Mädchen, ich schenk Dir mein Herz